# 田中宥久子
田中 宥久子（たなか ゆくこ、1946年 - 2013年3月19日）は、日本の造顔マッサージ専門家。福岡県出身。

## 経歴
美容学校を経営していた祖母の影響で幼少時より美容の基礎を学ぶ。山野美容専門学校卒業直後から、フリーランスで活動を開始（美容師養成施設を卒業し後、美容院でのインターンを行っていないので美容師免許は取得していない）。
結婚して家庭に入り、2人の娘を育てる。子供が小学生のころ仕事を再開し、離婚。1992年、第3回ゆうばり国際ファンタスティック映画祭でマックスファクタービューティースピリット賞を受賞。2003年、化粧品ブランド「SUQQU（スック）」発表。2006年度マリ・クレールボーテ大賞日本特別賞を受賞。2006年秋に独立し、2007年4月からオリジナルブランド「Y・METHOD」スタート。2011年4月メディアミックス・ジャパン
とマネージメント契約を結ぶ。
顔の筋肉をマッサージすることで皮膚のたるみを引き締め「10年前の顔」になることができるという造顔マッサージを施し、顔本来の美しさを引き出しメイクの量を減らす手法をとる。自称、ビューティー・アーティザン。
愛煙家であり、2003年から導入された「「タバコやめてネ」コンテスト」の「タバコをやめてもらいたい有名人」で2008年は6位、2009年は8位にランクインされた。また公では帽子に黒縁眼鏡、ポニーテールがトレードマークだった。
2012年に不調を訴え、末期の肺がんと診断された。2013年3月19日、肺がんのため死去。満67歳。

## 著書
- 『田中宥久子の体整形マッサージDVDブック　応用スペシャル編』（講談社）
- 『田中宥久子 生きる美学』（WAVE出版）
- 『田中宥久子の造顔マッサージ マッサージDVD付きBOOK －10年前の顔になる－』（講談社）
- 『田中宥久子の体整形マッサージ －美しき一枚皮－』（講談社）
- 『田中宥久子 美の法則』（WAVE出版）
- 『7年前の顔になる 田中宥久子の「肌整形」メイク』（講談社）
- 『田中宥久子　女の美貌〜造顔マッサージからバスタイム美容まで　』（中央公論新社）
- 『最終形メソッド・整顔エクササイズ~美に生涯を捧ぐ 田中宥久子のＬａｓｔ Ｐａｇｅ~』（MMJ）

## テレビ出演
- 情熱大陸：2007年4月22日
- ワールドビジネスサテライト：2007年4月27日
- 世界一受けたい授業：2007年4月28日・9月1日
- 王様のブランチ：2007年6月23日
- パネルクイズ アタック25：2007年11月11日（最後の映像クイズの答えにて）
- オジサンズ11：2008年2月4日